# Typografisk syntax
Typografisk syntax eller ortotypografi är läran om vad typografiska symboler och konventioner betyder och hur dessa skall användas, till exempel skiljetecken, indentering, höger- och vänsterjustering med mera.
Dessa regler varierar i hög grad från land till land och även från bokförlag till bokförlag. Varje större bokförlag fastställer vilken syntax som gäller för böcker tryckta på deras förlag.